# 張繼田
張繼田（約1922年6月3日—2002年5月25日），中國東北遼寧省人，曾任中華民國法務部調查局情治人員與公務人員，任內曾偵辦陳欽生冤獄案，2002年5月25日歿於中華航空澎湖空難。

## 生平
張繼田生年不詳，一說約莫於1922年6月3日出世在遼寧，青少年時期可能經歷過滿州國統治，實際來到臺灣年份不詳，僅知來臺後擔任情治人員，資歷有臺灣省調查處縣調查站祕書、副主任，調查局幹部訓練所組長與科長等:59，1976年12月27日出任臺灣省政府教育廳專門委員，1980年5月1日就任臺北市政府人事二處副處長，1985年8月1日出任臺灣省政府人事處副處長，1992年10月22日屆齡退休。:59-60
張繼田退休後與其妻黃緞妹常住南投縣的中興新村，仍與南投調查站聯絡密切。1994年臺灣首次舉辦「臺灣省省長選舉」，張繼田擔任中國國民黨籍候選人宋楚瑜競選總部之義工。:60
2002年5月25日，張繼田計畫前往中華人民共和國遼寧省的葫蘆島市探訪四位弟弟，搭乘中華航空的611號班機，前往香港轉機途中經過澎湖縣白沙鄉目斗嶼海域的上空發生空難，機上19名機組員和206名乘客全數罹難，張繼田、妻黃緞妹、女兒張麗蕙與張麗芸悉數列於罹難名單內，全家僅剩未隨同出遊的一子倖免。:60

## 身後
2003年5月25日，中華航空因611號班機空難屆周年，特於澎湖縣湖西鄉境內的「林投軍人公墓」旁設置空難紀念碑，紀念碑上銘刻罹難的19名機組員和206名乘客之姓名，並現場舉辦揭幕暨公祭儀式，罹難者親屬計150名現身出席。此外，澎湖的觀光業因2002年空難後間接受挫，澎湖縣政府為重新提振觀光風氣，特於空難後的翌年（2003年）開辦「澎湖花火節」，延續至今。

## 陳欽生、陳水祥案
張繼田早年曾任情治人員，其辦理馬來西亞僑生陳欽生、陳水祥案。陳欽生蒙受多年冤獄後在2017年偕曹欽榮出版《謊言世界 我的真相》，書中痛批張繼田言狀無恥，為詐領破案獎金不惜織羅罪名，甚至連陳欽生在臺南租屋處的鋼筆、外幣、臺幣都被張繼田和其團隊搜刮一空；而在1970年1月間陳水祥案中陳被逮捕，張繼田也曾對陳水祥進行疲勞偵訊、以及包括水刑的刑求，甚至有朝陳水祥口中塞豬糞之情事，逼迫他寫下調查局擬好的自白書等惡狀。:59